# Tyndall Centre for Climate Change Research

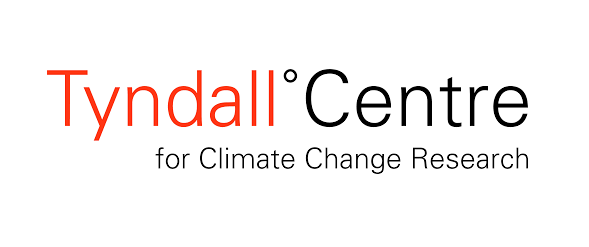

Das Tyndall Centre for Climate Change Research ist ein im Jahr 2000 gegründeter universitärer Forschungsverbund zur Klimaforschung. Das nach dem Physiker John Tyndall benannte Zentrum hat eine interdisziplinäre Ausrichtung, die die Zusammenarbeit von Natur-, Wirtschafts- und Sozialwissenschaftler umfasst. Ziel des Tyndall Centre ist die Forschung und Kommunikation zur globalen Erwärmung, sowie die Beeinflussung nationaler und internationaler Klimapolitik.
Partner des Konsortiums sind die britischen Universitäten University of East Anglia, University of Cambridge, Cardiff University, University of Manchester, Newcastle University, University of Oxford, University of Southampton und die University of Sussex, sowie die Fudan-Universität (Shanghai, Volksrepublik China).
Der Gründungsdirektor war Mike Hulme von 2000 bis 2007, in den Jahren 2001 bis 2005 unterstützt durch Hans Joachim Schellnhuber als Forschungsdirektor. Von 2007 bis 2008 leitete Andrew Watkinson das Tyndall Centre, gefolgt von Kevin Anderson. Seit 2011 wird das Tyndall Centre von Corinne Le Quéré geleitet.